# Rio Muriaé
Le Rio Muriaé est un cours d'eau brésilien des États du Minas Gerais et de Rio de Janeiro.

## Géographie
Il naît sur le territoire de la municipalité de Miraí, dans la Zone de la Mata Mineira, et se jette sur la rive gauche du rio Paraíba do Sul à la hauteur de la commune de Campos dos Goytacazes, dans l'État de Rio de Janeiro. Il fait 250 km de long et ses principaux affluents sont les rios Glória et Carangola. Il traverse les municipalités de Miraí, Muriaé et Patrocínio do Muriaé, dans le Minas Gerais ; Laje do Muriaé, Itaperuna, Italva, Cardoso Moreira et Campos dos Goytacazes, dans l'État de Rio de Janeiro.
Le processus de déboisement de la Zone de la Mata pour la culture du café depuis XIXe siècle a été implacable pour le bassin du rio Muriaé, et affecte jusqu'aux sources du cours d'eau. En 2006, un épanchement de boue découlant du traitement de la bauxite s'est produit à Miraí et est arrivé jusqu'au rio Muriaé par l'intermédiaire de son affluent, le rio Fubá, provoquant des effets jusqu'au rio Paraíba do Sul.
Le 10 janvier 2007, le barrage de la compagnie Mineradora Rio Pomba Cataguases s'est rompu, à cause de fortes pluies. La grande quantité de boue déversée dans le rio Fubá a atteint les rios Muriaé et Paraíba do Sul, atteignant les communes de Miraí, Muriaé, Patrocínio do Muriaé, Laje do Muriaé, Itaperuna, São José de Ubá et Cardoso Moreira. Plusieurs des affluents du fleuve ont débordé, provoquant la plus grosse crue jamais vue depuis 1979.